# Slag bij de Porta Colina
De Slag bij de Porta Colina, die werd gevochten in november 82 v.Chr., was een beslissende veldslag waarin commandant Lucius Cornelius Sulla de macht in de Italiaanse stad Rome overnam tijdens de Romeinse Burgeroorlog tegen zijn vijanden. De Samnieten, geleid door commandant Pontius Telesinus, vielen het leger van Sulla aan bij de Porta Collina. De veldslag duurde de hele nacht. De latere triumvir Marcus Licinius Crassus was de belangrijkste aanvoerder van Sulla's leger en hij versloeg de Samnieten volledig. De Samnieten die de strijd hadden overleefd werden gevangengenomen en werden na de overname van de stad afgeslacht in de Villa Publica, waarna hun lichamen in de Tiber werden gegooid. Een indirect gevolg van deze veldslag was het einde van het Bellum sociorum.